# 보우 (조선)
보우(普雨: 1515~1565)는 조선 명종 때의 승려이다. 호는 허응당(虛應堂) · 나암(懶庵)이다.
보우는 1530년 금강산 마하연암에 들어가 수도하다가, 명종의 모후로 불심(佛心)이 깊은 문정왕후(文定王后)의 신임을 얻어 1548년에 봉은사 주지가 되었다. 그 후 선종과 교종을 부활시키고, 문정왕후가 섭정할 때에 보우는 봉은사(奉恩寺)를 선종(禪宗)의 본산(本山)으로 삼았으며 봉선사(奉先寺)를 교종(敎宗)의 본산으로 삼았다. 이와 더불어, 승과를 부활시키고 도첩제를 다시 실시하게 하는 등, 숭유억불 정책으로 탄압받던 불교의 부흥에 노력하였다. 후에 도대선사(都大禪師)에 올랐다.
그러나 이러한 불교 부흥은 문정왕후의 죽음으로 일시적인 부흥에 그치고 종막을 고하였다. 또한 보우도, 문정왕후가 죽자, 유림의 기세에 밀려 승직을 삭탈당하고 제주도로 유배되었다가 제주 목사가 참하였다.

## 생애 및 활동
보우는 조선 중종 25년 금강산 마하연암(摩訶衍庵)에 입산하여 참선과 경학 연구에 전심하였다. 그 후 하산하였는데, 이후 다시 설악산 백담사(白潭寺)의 승려로 있던 중, 문정왕후(文定王侯)가 선 · 교(禪敎) 양과를 부활시키자 판선종사도대선사 봉은사 주지(判禪宗寺都大禪師奉恩寺住持)가 되고 봉선사(奉先寺) 주지로서 교종(敎宗)을 맡았던 수진(守眞)과 더불어 선 · 교 양 면에서 그 위세가 빛나기 시작하였다.
나중에 유신(儒臣)들의 배척을 받아 제주(濟州)로 유배되고, 거기서 죽었다. 또한 그의 힘으로 재흥했던 선교양종의 과(科)도 폐지되고 말았으나 그때에 들어온 승려들 가운데 임진왜란 때에 근왕호국(勤王護國)의 충성을 다한 휴정(休靜) · 유정(惟政) 등이 배출되어 법맥이 이어진 것은 조선의 불교로서는 매우 다행한 일이었다.

## 사상
보우의 선(禪) 이해는 틀리지 않았지만 크게 독창적인 점은 없고 약간 소극적인 공(空)의 편견에 치우쳐 심경불이(心境不二)의 묘제(妙諸)는 언급이 부족한 것으로 평가되고 있다.
그러나 그의 일정설(一正說)은 그 표현의 묘(妙)를 얻은 것으로 높은 평가를 받았다. 그는 일정설을 다음과 같이 설명하였다.
하나라는 것은 둘도 아니고 셋도 아니며, 성실하여 망녕됨이 없는 것을 말하니 하늘의 이치이다. 그 이치(理)가 공막(空漠)하여 아무런 조짐이 없지만 만상(萬象)이 울창하여서 물(物)의 어느것 하나 그 이치를 갖추지 않은 것이 없다. 그러나 그것의 체(體)를 말하면 하나(一)일 따름이니 처음부터 물(物)이 둘이나 셋 있는 것은 아니다.…… 바르다(正)는 것은 치우치지 않고 그릇됨이 없고 순수하며 잡되지 않는 것은 이르는 것이니 곧 사람의 마음이다. 그 마음이 안정되어 딴 생각이 없고, 천지만물의 이치가 어디 한 군데 해당되지 않는 곳이 없으며 영통(靈通)하여 어리석지 않으니, 천지만물의 모든 일에 어느 것 하나 응하지 않는 것이 없고, 일찍이 한 생각도 사사로이 치우치거나 그릇된 적이 없다.

보우는 일정설(一正說)에서 하나(一)를 가지고 하늘의 이치를, 바른 것(正)을 가지고 사람의 마음을 이야기 하였는데 그 취지는 한국 민족 사상의 한 전통을 이루는 것으로 평가된다.

## 관련 작품

### 드라마
- 《풍란》 (MBC, 1985년~1985년, 배우:김호영)
- 《임꺽정》 (SBS, 1996년~1997년, 배우:김학철)

## 저서
보우의 저서로는 《허응당집》(虛應堂集)·《선게잡저》(禪偈雜著)·《불사문답》(佛事問答) 등이 있다.

## 참고 문헌
- 이 문서에는 다음커뮤니케이션(현 카카오)에서 GFDL 또는 CC-SA 라이선스로 배포한 글로벌 세계대백과사전의 내용을 기초로 작성된 글이 포함되어 있습니다.